# Ormeasco di Pornassio
Ormeasco di Pornassio o Pornassio è una DOC riservata ad alcuni vini la cui produzione è consentita nella provincia di Imperia.

## Zona di produzione
La zona di produzione si trova interamente nella provincia di Imperia e comprende:
- l'intero territorio dei comuni di Aquila d'Arroscia, Armo, Borghetto d'Arroscia, Montegrosso Pian Latte, Ranzo, Rezzo, Pieve di Teco, Vessalico;
- il solo versante tirrenico dei comuni di Mendatica, Cosio di Arroscia e Pornassio in Valle Arroscia;
- il territorio del comune di Molini di Triora ricadente in Valle Argentina
- il territorio del comune di Cesio ricadente in Valle Arroscia.[1].

## Storia
La presenza della vite lungo i versanti sud-occidentali dei monti piemontesi è attestata dal periodo romano, mentre il vitigno Dolcetto, selezionato nei monasteri benedettini del Piemonte meridionale, era già coltivato in Valle Arroscia nel XIV secolo: un editto del podestà di Pornassio del 1303 ne valorizzava la coltivazione, i "Capitula" della castellania di Cosio, Mendatica e Montegrosso del 1297 regolamentavano la sua presenza nel vigneto con l'obbligo di coltivarlo in aggregazione con piante di fico. Anche alcune documentazioni cinquecentesche censiscono i vigneti di Dolcetto, in loco chiamato "Ormeasco".
Nella descrizione del Mandamento di Pieve, scritta nel 1806, si legge che «I vini di Pornassio, di Cosio, di Teco, di Ligassorio, di Armo, di Trovasta, di Vessalico, di Ranzo sono ottimi. I vini di Pornassio, diligentati, rivalizzano coi vini forestieri più accreditati, come se ne sono fatte le esperienze in Genova, più anche nelle mense più doviziose, e più laute. Il vino di Ligassorio e di Teco gareggia anche il comune coi vini di Provenza».
All’inizio del XX secolo la superficie vitata in Valle Arroscia corrispondeva al 20% del totale provinciale; con l'Ormeasco erano presenti le varietà Crovetto e Barbarossa.

## Tecniche di produzione
Le forme di allevamento consentite sono quelle tradizionali: in particolare è raccomandata la spalliera semplice e autorizzata la pergola a tetto orizzontale. 
Tutte le operazioni di vinificazione e imbottigliamento devono venire effettuate all'interno della zona delimitata. 
La menzione "Sciac-tra" prevede la vinificazione delle uve con un limitato contatto del mosto con le parti solide onde assicurare la
caratteristica del colore; le menzioni "Passito" e "Passito liquoroso" devono essere state appassite naturalmente e le uve devono presentare un tenore zuccherino minimo di 260 g/l
L'indicazione dell'annata di produzione è obbligatoria per le menzioni "Superiore", "Passito" e "Passito liquoroso".

## Disciplinare
In precedenza il vino era classificato come tipologia della DOC Riviera Ligure di Ponente.
La DOC Ormeasco di Pornassio o Pornassio è stata istituita con DM 16.09.2003 pubblicato sulla Gazzetta Ufficiale n. 223 del 25.09.2003
 Successivamente è stata modificata con 
- DM 27.07.2004 - G.U. 185 del 09.08.2004
- DM 30.11.2011 - G.U. 295 del 20.12.2011
- La versione in vigore è stata approvata con DM 07.03.2014 pubblicato sul sito ufficiale del Mipaaf[1]

## Ormeasco
Sono previste le tipologie rosso rosso superiore, sciac-trà, passito e passito liquoroso
| uvaggio                        | Ormeasco o Dolcetto minimo 95%. | Ormeasco o Dolcetto minimo 95%. | Ormeasco o Dolcetto minimo 95%. | Ormeasco o Dolcetto minimo 95%. | Ormeasco o Dolcetto minimo 95%. |
|                                | Rosso                           | Rosso superiore                 | Sciac-trà                       | Passito                         | Passito liquoroso               |
| titolo alcolometrico minimo    | 11,00% vol.                     | 12,50% vol.                     | 10,50% vol.                     | 16,50% vol.                     | 18% vol.                        |
| alcole svolto minimo           | 15,00% vol.                     | 15,00% vol.                     | 15,00% vol.                     | 16,00% vol.                     |                                 |
| acidità totale minima          | 5,00 g/l.                       | 5,00 g/l.                       | 5,00 g/l.                       | 5,00 g/l.                       | 5,00 g/l.                       |
| estratto secco minimo          | 19,00 g/l.                      | 21,00 g/l.                      | 17,00 g/l.                      | 23,00 g/l.                      | 23,00 g/l.                      |
| resa massima di uva per ettaro | 90 q.                           | 81 q.                           | 90 q.                           | 90 q.                           | 90 q.                           |
| resa massima di uva in vino    | 70%                             | 70%                             | 70%                             | 50%                             | 50%                             |
| invecchiamento obbligatorio    | 1 marzo                         | 1 novembre                      | 1 marzo                         | 12 mesi                         | 12 mesi                         |